# Respect (álbum)
Respect es el cuarto álbum de estudio lanzado por Shaquille O'Neal. Fue lanzado el 15 de septiembre de 1998 por A&M Records y presenta la producción de Clark Kent y DJ Quik.

## Información
Respect fue otro éxito decente de Shaquille, alcanzando la posición #58 en el Billboard 200 y #8 en el Top R&B/Hip-Hop Albums, la cual fue su más alta posición.

## Lista de canciones
1. "Intro"- :41
2. "Fiend '98"- 3:50
3. "The Way It's Goin' Down- 4:29 (Featuring Peter Gunz)
4. "Voices"- 4:21 (Featuring Sauce Money)
5. "Fly Like an Eagle"- 3:59 (Featuring Trigga)
6. "The Light of Mine (Interlude)"- :57
7. "Go to Let Me Know"- 4:59
8. "River (Interlude)"- 2:38
9. "Heat It Up"- 4:06 (Featuring Loon)
10. "Pool Jam"- 4:06
11. "Make This a Night to Remember"- 3:52 (Featuring Peter Gunz, Public Announcement)
12. "Blaq Supaman" feat. Marion- 4:49
13. "Psycho Rap (Interlude)"- :41
14. "Deeper  Holder"- 3:40
15. "The Bomb Baby"- 4:57 (Featuring Deadly Venoms)
16. "3 X's Dope"- 3:41
17. "Like What"- 4:24
18. "48 @ Buzzer"- 3:40

## Charts
Álbum
| Año  | Chart             | Posición |
| ---- | ----------------- | -------- |
| 1998 | R&B Albums        | 8        |
| 1998 | The Billboard 200 | 58       |